# Житомирска област
Житомирска област (укр. Житомирська область), позната и као Житомиршчина (укр. Житомирщина), област је на северу Украјине. Административни центар области је град Житомир.

## Историја
Историјски, ова област је најпре била део Кијевске Русије, те историјског региона Пољесје (Polesia). Након Октобарске револуције, образована је као део Украјинске Совјетске Социјалистичке Републике 22. септембра 1937. године.

## Географија
Површина Житомирске области је 29.832 км2. На истоку се граничи са Кијевском облашћу, на југу са Виничком облашћу, а на западу са Ривањском и Волињском облашћу, док се на северу граничи са Белорусијом.

## Становништво
У Житомирској области живи око 1.279.000 људи. У овој области се налази најзначајнији центар пољске мањине у Украјини, где живи око 49.000 етничких Пољака.
| Националност | 1989. | 2001. | Матерњи језик    | 2001. |
| Украјинци    | 84,9% | 90,3% | Украјински језик | 93,0% |
| Руси         | 7,9%  | 5,0%  | Руски језик      | 6,6%  |
| Пољаци       | 4,5%  | 3,5%  | остали језици    | 0,4%  |
| Белоруси     | 0,5%  | 0,4%  |                  |       |
| Јевреји      | 1,4%  | 0,2%  |                  |       |

## Економија
Већи део привредних активности ове области чини рударство и то највише гранита. Остале привредне активности чине шумарство, обрада камена, пољопривреда и производња разних врста машина. Северни део ове области је био јако погођен због Чернобиљске катастрофе. Неки градови и регије су том приликом уништени и укључени у Чернобиљску затворену зону, док је у неким другим забрањено бављење пољопривредом.